# Warwick Parer
Warwick Raymond Parer, född 6 april 1936 i Wau i Papua Nya Guinea, död 14 mars 2014 i Brisbane i Queensland, var en australisk politiker som representerat delstaten Queensland i egenskap av liberal politiker.
Han blev medlem av senaten 1985 och från mars 1996 till oktober 1998 var han minister för energi- och resursfrågor i John Howards regering. Parer avgick från sin senatspost i februari år 2000 och hans senatsplats övertogs då av George Brandis. Som grundutbildning var Parer ekonom, med utbildning från Melbournes universitet.